# World Championship Tennis 1976
Il World Championship Tennis 1976 è stata una serie di tornei di tennis, rivale del Commercial Union Assurance Grand Prix 1976. È stato organizzata dalla World Championship Tennis (WCT).
Il tour prevedeva 25 tornei che culminavano con le Finals di singolare a Dallas e di doppio a Kansas City a maggio. Vi hanno partecipato 54 giocatori, 30 in meno dei precedenti 3 anni e non era diviso in gironi ma tutti avevano la possibilità di disputare ogni evento. Lo U.S. Pro Indoor è il solo evento dove tutti i 54 tennisti hanno partecipato insieme, invece gli altri eventi avevano tutti tabelloni da 16 giocatori. Il montepremi totale messo a disposizione è stato di 2 400 000 $ di cui 320 000 $ destinati alla WCT Challenge Cup un evento speciale giocato a febbraio e maggio nelle Hawaii.

## Calendario

### Legenda
| WCT Finals     |
| Serie regolare |

### Gennaio
| Settimana  | Torneo                                                                                         | Vincitore                                   | Finalista                   | Semifinalisti                 | Eliminati ai quarti                                       |
| ---------- | ---------------------------------------------------------------------------------------------- | ------------------------------------------- | --------------------------- | ----------------------------- | --------------------------------------------------------- |
| 5 gennaio  | Monterrey Grand Prix 1976 Monterrey, Messico 64 000 $ - Sintetico indoor Singolare - Doppio    | Eddie Dibbs 7-6 6-2                         | Harold Solomon              | Vitas Gerulaitis Raúl Ramírez | Geoff Masters Brian Gottfried Emilio Montano Cliff Richey |
| 5 gennaio  | Monterrey Grand Prix 1976 Monterrey, Messico 64 000 $ - Sintetico indoor Singolare - Doppio    | Brian Gottfried Raúl Ramírez 6-2, 4-6, 6-3  | Ross Case Geoff Masters     | Vitas Gerulaitis Raúl Ramírez | Geoff Masters Brian Gottfried Emilio Montano Cliff Richey |
| 5 gennaio  | Columbus WCT 1976 Columbus, Stati Uniti 64 000 $ - Sintetico indoor Singolare - Doppio         | Arthur Ashe 3-6 6-3 7-6                     | Andrew Pattison             | Cliff Drysdale Phil Dent      | Kim Warwick Tom Okker Dick Stockton Alex Metreveli        |
| 5 gennaio  | Columbus WCT 1976 Columbus, Stati Uniti 64 000 $ - Sintetico indoor Singolare - Doppio         | Bob Hewitt Frew Donald McMillan 7–6(4), 6-4 | Arthur Ashe Tom Okker       | Cliff Drysdale Phil Dent      | Kim Warwick Tom Okker Dick Stockton Alex Metreveli        |
| 12 gennaio | Indianapolis WCT 1976 Indianapolis, Stati Uniti 64 000 $ - Sintetico indoor Singolare - Doppio | Arthur Ashe 6-2 6-7 6-4                     | Vitas Gerulaitis            | Ray Ruffels Stan Smith        | Marty Riessen Syd Ball Cliff Drysdale Bob Lutz            |
| 12 gennaio | Indianapolis WCT 1976 Indianapolis, Stati Uniti 64 000 $ - Sintetico indoor Singolare - Doppio | Robert Lutz Stan Smith 6-2, 6-4             | Vitas Gerulaitis Tom Gorman | Ray Ruffels Stan Smith        | Marty Riessen Syd Ball Cliff Drysdale Bob Lutz            |
| 12 gennaio | Atlanta Open 1976 Atlanta, Stati Uniti 64 000 $ - Sintetico indoor Singolare - Doppio          | Ilie Năstase 6-2 6-4                        | Jeff Borowiak               | Alex Metreveli John Alexander | Björn Borg Jan Kodeš Andrew Pattison Wojciech Fibak       |
| 12 gennaio | Atlanta Open 1976 Atlanta, Stati Uniti 64 000 $ - Sintetico indoor Singolare - Doppio          | John Alexander Phil Dent 6-3, 6-4           | Wojciech Fibak Karl Meiler  | Alex Metreveli John Alexander | Björn Borg Jan Kodeš Andrew Pattison Wojciech Fibak       |
| 26 gennaio | U.S. Pro Indoor 1976 Filadelfia, Stati Uniti 115 000 $ - Sintetico indoor Singolare - Doppio   | Jimmy Connors 7-6 6-4 6-0                   | Björn Borg                  | Tom Okker Dick Stockton       | Jan Kodeš Eddie Dibbs Tom Gorman Rod Laver                |
| 26 gennaio | U.S. Pro Indoor 1976 Filadelfia, Stati Uniti 115 000 $ - Sintetico indoor Singolare - Doppio   | Rod Laver Dennis Ralston 7–6(6), 7–6(3)     | Bob Hewitt Frew McMillan    | Tom Okker Dick Stockton       | Jan Kodeš Eddie Dibbs Tom Gorman Rod Laver                |

### Febbraio
| Settimana   | Torneo | Vincitore                                          | Finalista                          | Semifinalisti                 | Eliminati ai quarti                                        |
| ----------- | --- | -------------------------------------------------- | ---------------------------------- | ----------------------------- | ---------------------------------------------------------- |
| 2 febbraio  | Barcelona WCT 1976 Barcellona, Spagna 60 000 $ - Sintetico indoor Singolare - Doppio                                | Eddie Dibbs 6-1 6-1                                | Cliff Drysdale                     | Dick Crealy Mark Cox          | Erik Van Dillen Brian Fairlie Karl Meiler Wojciech Fibak   |
| 2 febbraio  | Barcelona WCT 1976 Barcellona, Spagna 60 000 $ - Sintetico indoor Singolare - Doppio                                | Robert Lutz Stan Smith 6-3, 6-3                    | Wojciech Fibak Karl Meiler         | Dick Crealy Mark Cox          | Erik Van Dillen Brian Fairlie Karl Meiler Wojciech Fibak   |
| 2 febbraio  | Richmond WCT 1976 Richmond, Stati Uniti 60 000 $ - Sintetico indoor Singolare - Doppio                              | Arthur Ashe 6-2 6-4                                | Brian Gottfried                    | Raúl Ramírez Tom Okker        | Jiří Hřebec Billy Martin Ross Case Geoff Masters           |
| 2 febbraio  | Richmond WCT 1976 Richmond, Stati Uniti 60 000 $ - Sintetico indoor Singolare - Doppio                              | Brian Gottfried Raúl Ramírez 6–4, 7–5              | Arthur Ashe Tom Okker              | Raúl Ramírez Tom Okker        | Jiří Hřebec Billy Martin Ross Case Geoff Masters           |
| 9 febbraio  | Lagos Open 1976 Lagos, Nigeria 60 000 $ - Terra rossa Singolare - Doppio                                            | Dick Stockton 6-3 6-2                              | Arthur Ashe                        | Bob Lutz Jeff Borowiak        | Karl Meiler Eddie Dibbs Harold Solomon Dick Crealy         |
| 9 febbraio  | Lagos Open 1976 Lagos, Nigeria 60 000 $ - Terra rossa Singolare - Doppio                                            | Torneo non terminato                               |                                    | Bob Lutz Jeff Borowiak        | Karl Meiler Eddie Dibbs Harold Solomon Dick Crealy         |
| 9 febbraio  | Toronto Indoor 1976 Toronto, Canada 64 000 $ - Sintetico indoor Singolare - Doppio                                  | Björn Borg 2-6 6-3 6-1                             | Vitas Gerulaitis                   | Ilie Năstase Marty Riessen    | Jiří Hřebec Jan Kodeš Tony Roche Vijay Amritraj            |
| 9 febbraio  | Toronto Indoor 1976 Toronto, Canada 64 000 $ - Sintetico indoor Singolare - Doppio                                  | Jaime Fillol Frew Donald McMillan 6(3)–7, 6-2, 6-3 | Aleksandre Met'reveli Ilie Năstase | Ilie Năstase Marty Riessen    | Jiří Hřebec Jan Kodeš Tony Roche Vijay Amritraj            |
| 16 febbraio | Rome WCT 1976 Roma, Italia 60 000 $ - Sintetico indoor Singolare - Doppio                                           | Arthur Ashe 6-2 0-6 6-3                            | Bob Lutz                           | Dick Stockton Adriano Panatta | Tom Okker Cliff Drysdale Mark Cox Stan Smith               |
| 16 febbraio | Rome WCT 1976 Roma, Italia 60 000 $ - Sintetico indoor Singolare - Doppio                                           | Robert Lutz Stan Smith 6(5)–7, 6-3, 6-4            | Dick Crealy Frew Donald McMillan   | Dick Stockton Adriano Panatta | Tom Okker Cliff Drysdale Mark Cox Stan Smith               |
| 16 febbraio | St. Louis WCT 1976 St. Louis, Stati Uniti 60 000 $ - Sintetico indoor - 16S/8D Singolare - Doppio                   | Guillermo Vilas 7-6 6-2                            | Vijay Amritraj                     | Raúl Ramírez Billy Martin     | Brian Gottfried John Alexander Ken Rosewall Manuel Orantes |
| 16 febbraio | St. Louis WCT 1976 St. Louis, Stati Uniti 60 000 $ - Sintetico indoor - 16S/8D Singolare - Doppio                   | Brian Gottfried Raúl Ramírez 6–4, 6–2              | John Alexander Phil Dent           | Raúl Ramírez Billy Martin     | Brian Gottfried John Alexander Ken Rosewall Manuel Orantes |
| 23 febbraio | Rotterdam Open 1976 Rotterdam, Paesi Bassi 65 000 $ - Sintetico indoor - 16S/8D Singolare - Doppio                  | Arthur Ashe 6-3 6-3                                | Bob Lutz                           | Tom Okker Rod Laver           | Wojciech Fibak Jan Kodeš Jiří Hřebec Stan Smith            |
| 23 febbraio | Rotterdam Open 1976 Rotterdam, Paesi Bassi 65 000 $ - Sintetico indoor - 16S/8D Singolare - Doppio                  | Rod Laver Frew McMillan 6–1, 6(4)–7, 7–6(5)        | Arthur Ashe Tom Okker              | Tom Okker Rod Laver           | Wojciech Fibak Jan Kodeš Jiří Hřebec Stan Smith            |
| 23 febbraio | Colonial National Invitational 1976 Fort Worth, Stati Uniti 60 000 $ - Sintetico indoor - 16S/8D Singolare - Doppio | Guillermo Vilas 6-7 6-1 6-1                        | Phil Dent                          | Sandy Mayer Roscoe Tanner     | Harold Solomon Sherwood Stewart Tom Gorman Cliff Richey    |
| 23 febbraio | Colonial National Invitational 1976 Fort Worth, Stati Uniti 60 000 $ - Sintetico indoor - 16S/8D Singolare - Doppio | Vitas Gerulaitis Sandy Mayer 6-4, 7-5              | Eddie Dibbs Harold Solomon         | Sandy Mayer Roscoe Tanner     | Harold Solomon Sherwood Stewart Tom Gorman Cliff Richey    |

### Marzo
| Settimana | Torneo                                                                                             | Vincitore                                  | Finalista                      | Semifinalisti                  | Eliminati ai quarti                                         |
| --------- | -------------------------------------------------------------------------------------------------- | ------------------------------------------ | ------------------------------ | ------------------------------ | ----------------------------------------------------------- |
| 8 marzo   | US Indoor Open 1976 Memphis, Stati Uniti 60 000 $ - Sintetico indoor Singolare - Doppio            | Vijay Amritraj 6-2 0-6 6-0                 | Stan Smith                     | Bob Lutz Björn Borg            | Cliff Drysdale John Newcombe Roscoe Tanner Marty Riessen    |
| 8 marzo   | US Indoor Open 1976 Memphis, Stati Uniti 60 000 $ - Sintetico indoor Singolare - Doppio            | Vijay Amritraj Anand Amritraj 6-3, 6-4     | Marty Riessen Roscoe Tanner    | Bob Lutz Björn Borg            | Cliff Drysdale John Newcombe Roscoe Tanner Marty Riessen    |
| 8 marzo   | Mexico City WCT 1976 Città del Messico, Messico 60 000 $ - Sintetico indoor Singolare - Doppio     | Raúl Ramírez 7-6 6-2                       | Eddie Dibbs                    | Guillermo Vilas Marcelo Lara   | Brian Gottfried Ken Rosewall Tom Gorman Syd Ball            |
| 8 marzo   | Mexico City WCT 1976 Città del Messico, Messico 60 000 $ - Sintetico indoor Singolare - Doppio     | Brian Gottfried Raúl Ramírez 6-4, 7–6(4)   | Ismail El Shafei Brian Fairlie | Guillermo Vilas Marcelo Lara   | Brian Gottfried Ken Rosewall Tom Gorman Syd Ball            |
| 15 marzo  | Washington Indoor 1976 Washington, Stati Uniti 60 000 $- Sintetico indoor Singolare - Doppio       | Harold Solomon 6-3 6-1                     | Onny Parun                     | John Newcombe Charlie Pasarell | Eddie Dibbs Raymond Moore Mark Cox Allan Stone              |
| 15 marzo  | Washington Indoor 1976 Washington, Stati Uniti 60 000 $- Sintetico indoor Singolare - Doppio       | Eddie Dibbs Harold Solomon 6–4, 7–5        | Mark Cox Cliff Drysdale        | John Newcombe Charlie Pasarell | Eddie Dibbs Raymond Moore Mark Cox Allan Stone              |
| 15 marzo  | Tennis South Invitational 1976 Jackson, Stati Uniti 60 000 $ - Sintetico indoor Singolare - Doppio | Ken Rosewall 6-3 6-3                       | Raúl Ramírez                   | Vijay Amritraj Ross Case       | Tom Gorman Dick Stockton Billy Martin Phil Dent             |
| 15 marzo  | Tennis South Invitational 1976 Jackson, Stati Uniti 60 000 $ - Sintetico indoor Singolare - Doppio | Brian Gottfried Raúl Ramírez 7–5, 4–6, 6–0 | Ross Case Geoff Masters        | Vijay Amritraj Ross Case       | Tom Gorman Dick Stockton Billy Martin Phil Dent             |
| 30 marzo  | Caracas Open 1976 Caracas, Venezuela 60 000 $ - Terra rossa Singolare - Doppio                     | Raúl Ramírez 6-3 6-4                       | Ilie Năstase                   | Arthur Ashe Jeff Borowiak      | Raymond Moore Dick Stockton Brian Gottfried Erik Van Dillen |
| 30 marzo  | Caracas Open 1976 Caracas, Venezuela 60 000 $ - Terra rossa Singolare - Doppio                     | Brian Gottfried Raúl Ramírez 7-5, 6-4      | Jeff Borowiak Ilie Năstase     | Arthur Ashe Jeff Borowiak      | Raymond Moore Dick Stockton Brian Gottfried Erik Van Dillen |
| 30 marzo  | Sao Paulo WCT 1976 San Paolo, Brasile 60 000 $ - Sintetico indoor Singolare - Doppio               | Björn Borg 7-6 6-2                         | Guillermo Vilas                | Andrew Pattison Thomaz Koch    | Jaime Fillol Phil Dent Ross Case Geoff Masters              |
| 30 marzo  | Sao Paulo WCT 1976 San Paolo, Brasile 60 000 $ - Sintetico indoor Singolare - Doppio               | Ross Case Geoff Masters 7–5, 6–1           | Charlie Pasarell Allan Stone   | Andrew Pattison Thomaz Koch    | Jaime Fillol Phil Dent Ross Case Geoff Masters              |

### Aprile
| Settimana | Torneo                                                                        | Vincitore                                          | Finalista                      | Semifinalisti                 | Eliminati ai quarti                                        |
| --------- | ----------------------------------------------------------------------------- | -------------------------------------------------- | ------------------------------ | ----------------------------- | ---------------------------------------------------------- |
| 6 aprile  | Johannesburg Indoor 1976 Johannesburg, Sudafrica Singolare - Doppio           | Onny Parun 7-6 6-3                                 | Cliff Drysdale                 | Ross Case Tom Okker           | Guillermo Vilas Kim Warwick Geoff Masters Raymond Moore    |
| 6 aprile  | Johannesburg Indoor 1976 Johannesburg, Sudafrica Singolare - Doppio           | Marty Riessen Roscoe Tanner 6-2, 7-5               | Frew Donald McMillan Tom Okker | Ross Case Tom Okker           | Guillermo Vilas Kim Warwick Geoff Masters Raymond Moore    |
| 6 aprile  | Houston Open 1976 Houston, Stati Uniti Singolare - Doppio                     | Harold Solomon 6-4 1-6 6-1                         | Ken Rosewall                   | Eddie Dibbs Vitas Gerulaitis  | Bob Lutz Phil Dent Ilie Năstase John Alexander             |
| 6 aprile  | Houston Open 1976 Houston, Stati Uniti Singolare - Doppio                     | Rod Laver Ken Rosewall 6-4, 6-2                    | Charlie Pasarell Allan Stone   | Eddie Dibbs Vitas Gerulaitis  | Bob Lutz Phil Dent Ilie Năstase John Alexander             |
| 13 aprile | Monte Carlo Open 1976 Monte Carlo, Monaco Singolare - Doppio                  | Guillermo Vilas 6-1 6-1 6-4                        | Wojciech Fibak                 | François Jauffret Karl Meiler | Raymond Moore Adriano Panatta Alex Metreveli Björn Borg    |
| 13 aprile | Monte Carlo Open 1976 Monte Carlo, Monaco Singolare - Doppio                  | Wojciech Fibak Karl Meiler 7-6, 6-1                | Björn Borg Guillermo Vilas     | François Jauffret Karl Meiler | Raymond Moore Adriano Panatta Alex Metreveli Björn Borg    |
| 18 aprile | Carolinas International Tennis 1976 Charlotte, Stati Uniti Singolare - Doppio | Tony Roche 6-3 3-6 6-1                             | Vitas Gerulaitis               | Eddie Dibbs Ken Rosewall      | Cliff Richey Ross Case Dick Stockton Geoff Masters         |
| 18 aprile | Carolinas International Tennis 1976 Charlotte, Stati Uniti Singolare - Doppio | John Newcombe Tony Roche 6–3, 7–5                  | Vitas Gerulaitis Gene Mayer    | Eddie Dibbs Ken Rosewall      | Cliff Richey Ross Case Dick Stockton Geoff Masters         |
| 20 aprile | Denver Open 1976 Denver, Stati Uniti Sintetico indoor Singolare - Doppio      | Jimmy Connors 7-6 6-2                              | Ross Case                      | Brian Gottfried Raúl Ramírez  | Billy Martin Geoff Masters Charlie Pasarell John Alexander |
| 20 aprile | Denver Open 1976 Denver, Stati Uniti Sintetico indoor Singolare - Doppio      | John Alexander Phil Dent 6–7, 6–2, 7–5             | Jimmy Connors Billy Martin     | Brian Gottfried Raúl Ramírez  | Billy Martin Geoff Masters Charlie Pasarell John Alexander |
| 20 aprile | Stockholm WCT 1976 Stoccolma, Svezia Singolare - Doppio                       | Wojciech Fibak 6-4 7-6                             | Ilie Năstase                   | Adriano Panatta Tom Okker     | Björn Borg Mark Edmondson Alex Metreveli Guillermo Vilas   |
| 20 aprile | Stockholm WCT 1976 Stoccolma, Svezia Singolare - Doppio                       | Aleksandre Met'reveli Ilie Năstase 6-4, 7-5        | Tom Okker Adriano Panatta      | Adriano Panatta Tom Okker     | Björn Borg Mark Edmondson Alex Metreveli Guillermo Vilas   |
| 28 aprile | Masters Doubles WCT 1976 Kansas City Stati Uniti Sintetico indoor Doppio      | Wojciech Fibak Karl Meiler 6–2, 2–6, 3–6, 6–3, 6–4 | Robert Lutz Stan Smith         |                               |                                                            |

### Maggio
| Settimana | Torneo                                                              | Vincitore                     | Finalista       | Semifinalisti                | Eliminati ai quarti                           |
| --------- | ------------------------------------------------------------------- | ----------------------------- | --------------- | ---------------------------- | --------------------------------------------- |
| 10 maggio | WCT Finals 1976 Dallas, Stati Uniti Sintetico indoor - 8S Singolare | Björn Borg 1–6, 6–1, 7–5, 6–1 | Guillermo Vilas | Harold Solomon Dick Stockton | Arthur Ashe Eddie Dibbs Raúl Ramírez Bob Lutz |

### Giugno
Nessun evento

### Luglio
Nessun evento

### Agosto
Nessun evento

### Settembre
Nessun evento

### Ottobre
Nessun evento

### Novembre
Nessun evento

### Dicembre
Nessun evento

### Eventi speciali
| Settimana               | Torneo                                                                         | Vincitore                            | Finalista   | Semifinalisti | Eliminati ai quarti |
| ----------------------- | ------------------------------------------------------------------------------ | ------------------------------------ | ----------- | ------------- | ------------------- |
| 15 febbraio - 23 maggio | WCT Challenge Cup 1976 Keauhou-Kona, Stati Uniti 320 000 $ - Cemento Singolare | Ilie Năstase 6–3, 1–6, 6–7, 6–3, 6–1 | Arthur Ashe |               |                     |